# پلین (واشینگتن)
پلین (به انگلیسی: Plain) یک منطقهٔ مسکونی در ایالات متحده آمریکا است که در شهرستان چیلان، واشینگتن قرار دارد.